# 基滕多夫
基滕多夫（德語：Kittendorf）是德国梅克伦堡-前波美拉尼亚州的市镇，隶属于梅克伦堡湖区县。总面积为21.17平方千米，截至2023年12月31日总人口为286人。